# Shun Makabe
Shun Makabe (noto come Paul Cabor nella versione italiana dell'anime) è un personaggio dell'anime e manga Ransie la strega, di cui è il protagonista della prima parte.

## Personaggio
Shun appare sin dal primo capitolo del manga, come il ragazzo umano di cui Ranze è innamorata. È un teppista che adora fare a pugni e frequenta una palestra di boxe, ma in fondo è un bravo ragazzo molto sensibile. Di lui è anche innamorata la bisbetica Yoko Kamiya, figlia di un locale boss della yakuza, padrone della palestra dove si allena. Ad inizio serie il suo sogno è quello di diventare un campione di boxe per riuscire a mantenere sua madre.
In seguito a varie peripezie si scoprirà che Shun è il figlio perduto del re del Mondo Magico. Quand'era molto piccolo il padre l'aveva infatti esiliato con la madre (che non ha mai comunque cessato d'amare) nel mondo degli esseri umani per via di una profezia secondo cui i principi gemelli portano sfortuna.
Dopo essersi riconciliato col padre e col fratello Aron, Shun, Ranze e tutti gli abitanti del mondo magico affronteranno il terribile Zone, re del mondo dei morti (Meioh): è proprio Zone l'autore della leggenda dei principi gemelli, 2000 anni prima era stato sconfitto da Gian Carlo, il maggiore di due principi gemelli vissuti all'epoca (sosia perfetto dello stesso Shun) e che grazie ad Aron, dopo 2000 anni di prigionia si è risvegliato. Nella battaglia contro Zone Shun sarà aiutato dal discendente umano del principe Gian, Dirk Carlo (nella battaglia contro Zone il principe aveva perso i suoi poteri magici diventando un essere umano, e la moglie decise di seguirlo nel mondo degli uomini dopo essere diventata umana anch'essa).
Qualche anno dopo Shun (diventato campione di pesi leggeri) si sposerà finalmente con Ranze, ed insieme avranno un bambino di nome Taku e (più tardi) una bambina di nome Aira, la quale rivestitrà un ruolo molto importante, salvando il mondo da un terribile mostro alieno grazie all'aiuto del suo fidanzato Kairi.
Nella fine del manga Shun e Ranze si stanno preparando a diventare nonni del primogenito di loro figlio Taku e della sua fidanzata e cugina Coco.
L'autrice non ha mai rivelato le parole con cui Shun ha chiesto a Ranze di sposarlo, difatti nella striscia comica in cui Narumi glielo chiede lui risponde: "Sono parole troppo preziose!"

## Poteri
In quanto membro della famiglia reale del mondo magico Shun possiede sviluppati poteri Esp: è in grado di teletrasportarsi, di levitare e guarire le ferite proprie ed altrui. In quanto tale Shun non può essere ferito da armi da fuoco, ma solo da oggetti magici come la spada proibita o il potere unito dei frammenti della pietra della vita. Possiede inoltre una telecinesi molto sviluppata ed è in grado di usare la telepatia, e (come ogni abitante del mondo magico) possiede una vita molto più lunga di quella di un normale essere umano e può usare la magia. A questi poteri, inoltre, Shun associa anche una buona preaparazione fisica, cosa che si rivela molto utile in combattimento in più di un'occasione.
A differenza di altri personaggi i poteri di Shun si sono manifestati solo nel momento in cui lui è rinato come abitante del mondo magico il 25 dicembre del 1985, per poi crescere molto velocemente. Segno della presenza di questi poteri e della sua natura magica è il famoso neo a forma di stella.